# Scelotes schebeni
Scelotes schebeni är en ödleart som beskrevs av  Richard Sternfeld 1910. Scelotes schebeni ingår i släktet Scelotes och familjen skinkar.
Artens utbredningsområde är Namibia. Inga underarter finns listade i Catalogue of Life.